# Distrito Escolar Independiente de Bryan
El Distrito Escolar Independiente de Bryan (Bryan Independent School District) es un distrito escolar de Texas. Tiene su sede en Bryan. El consejo escolar tiene un presidente, un vicepresidente, un secretaria, y cuatro miembros.
En 1880 la gente de Bryan construyó Bryan High School.